# Serra Yılmaz
Serra Yılmaz (Istanbul, 13 settembre 1954) è un'attrice, regista e traduttrice turca, attiva in teatro, al cinema e in televisione, nota anche come la musa del cineasta Ferzan Özpetek.

## Biografia

### Infanzia e formazione
Figlia unica di Semih e Mualla Tuğrul, Serra Yılmaz nasce il 13 settembre 1954 a Istanbul, città in cui frequenterà i licei francesi Sainte-Pulchérie e Saint Benoît, prima di laurearsi in Psicologia presso l'Università di Caen nella città omonima.
In Francia frequenta un corso di teatro tenuto da Robert Abirached; in seguito vince il concorso per giovani attori indetto dalla Compagnia Dostlar di Genco Erkal, grazie al quale fa esperienza teatrale dal 1977 al 1979.

### Carriera
Nel 1983 Serra Yılmaz esordisce al cinema recitando in Şekerpare di Atıf Yılmaz; nel 1987 viene scritturata per il film che lancia la sua carriera: Albergo Madre Patria (Anayurt Oteli in lingua originale), diretto dal regista turco Omer Kavur e premiato con il Fipresci al Festival di Venezia.
Nel 1988 entra nella compagnia del Teatro della Città di Istanbul, di cui farà parte fino al 2004. Durante questo periodo porta sul palcoscenico Diğerlerinin Adı Ali (Korku Ruhu Kemirir), spettacolo tratto dal film La paura mangia l'anima di Rainer Werner Fassbinder.
Nel 1997, a Strasburgo, Yılmaz incontra il regista turco Ferzan Özpetek durante la presentazione de Il bagno turco. La prima collaborazione con il regista si concretizza nel 1999 con Harem Suare: da allora Yılmaz recita in quasi tutti i suoi film, tra cui Le fate ignoranti (film e serie), La finestra di fronte, Saturno contro, Un giorno perfetto e La dea fortuna, diventandone un'icona e acquisendo molta popolarità in Italia. Nel 1988 viene premiata miglior attrice non protagonista al Festival internazionale del cinema di Adalia per la sua interpretazione in Harem Suare.
Nel 2001 recita nel videoclip di Tarkan, Hüp, diretto da Özpetek.
Nel 2003 vince il Ciak d’oro, il Premio Ennio Flaiano, il Mirto d’oro e Le chiavi d’oro del successo e viene nominata al David di Donatello come miglior attrice non protagonista ne La finestra di fronte.
Diretta da Angelo Savelli, ha recitato ne L'ultimo harem dal 2004 al 2016 e ne La bastarda di Istanbul, riduzione teatrale dello stesso Savelli del best seller omonimo di Elif Shafak. Per il ruolo della zia Banu ha vinto il Premio Persefone e il Franco Cuomo International Award.
Nel 2006 è l'interprete ufficiale durante la visita di Papa Benedetto XVI in Turchia.
Nel 2017 partecipa alla prima edizione di Celebrity MasterChef Italia e viene premiata con il Queen of Comedy dal Festival Mix di Cinema Gaylesbico e Queer Cultura al Teatro Strehler di Milano.. Durante lo stesso anno inaugura il Todi Festival con un progetto dedicato a Grisélidis Réal, intitolato Griselidis: memorie di una prostituta; lo spettacolo viene diretto da Juan Diego Puerta Lopez e annovera la partecipazione anche il sassofonista Stefano "Cocco" Cantini.
Nel 2018 debutta alla regia con Cebimdeki Yabanci, remake turco di Perfetti sconosciuti, inoltre recita con Kasia Smutniak e Corrado Guzzanti ne La prima pietra di Rolando Ravello.
Nel 2022 interpreta Sancho Panza a teatro nel Don Chisciotte di Alessio Boni, Roberto Aldorasi e Marcello Prayer, spettacolo ispirato dal romanzo omonimo di Miguel de Cervantes Saavedra. Contemporaneamente è impegnata sul set del film 9 di Ümit Ünal; il suo personaggio, Saliha, le varrà diversi riconoscimenti, tra cui il premio alla miglior attrice all'International Istanbul Film Festival. Recita, inoltre, nel film dedicato al tema del femminicidio La sposa del vento di Giovanni Coda.
L'anno successivo recita nell'adattamento teatrale di Magnifica presenza, tornando a collaborare con Ferzan Özpetek, accanto a Tosca D’aquino, Federico Cesari, Toni Fornari, Luciano Scarpa, Tina Agrippino, Sara Bosi e Fabio Zarrella.

## Vita privata
Dal 1977 al 1987 è stata sposata con l'attore Levent Yılmaz da cui nel 1979 ha avuto una figlia, Ayşe. È stata legata sentimentalmente allo scrittore, poeta e traduttore Hür Yumer, morto suicida nel 1994. In un'intervista Yılmaz ha affermato di essere atea. Nel 1991 le fu diagnosticato un cancro al seno, ma con le cure mediche riuscì a sconfiggerlo e a guarire.
Dal 2017 vive a Firenze. L'attrice parla turco, italiano e francese.

## Filmografia

### Attrice

#### Cinema
- Şekerpare, regia di Atıf Yılmaz (1983)
- Bir yudum sevgi, regia di Atıf Yılmaz (1984)
- Davacı, regia di Zeki Ökten (1986)
- Kupa kızı, regia di Başar Sabuncu (1986)
- Hotel Madrepatria (Anayurt Oteli), regia di Ömer Kavur (1987)
- Afife jale, regia di Şahin Kaygun (1987)
- Teyzem, regia di Halit Refiğ (1987)
- Tersine dünya, regia di Ersin Pertan (1993)
- Harem Suare, regia di Ferzan Özpetek (1999)
- Güle güle, regia di Zeki Ökten (2000)
- Le fate ignoranti, regia di Ferzan Özpetek (2001)
- O da beni seviyor, regia di Barış Pirhasan (2001)
- Yeşil ışık, regia di Faruk Aksoy (2002)
- Dokuz, regia di Ümit Ünal (2002)
- Omfavn mig måne, regia di Elisabeth Rygaard (2002)
- La finestra di fronte, regia di Ferzan Özpetek (2003)
- Asmalı konak: Hayat, regia di Abdullah Oğuz (2003)
- Vaniglia e cioccolato, regia di Ciro Ippolito (2004)
- Lista civica di provocazione, San Gennaro votaci tu!, regia di Pasquale Falcone (2005)
- Saturno contro, regia di Ferzan Özpetek (2007)
- Il segreto di Rahil, regia di Cinzia Bomoll (2007)
- Un giorno perfetto, regia di Ferzan Özpetek (2008)
- Scontro di civiltà per un ascensore a Piazza Vittorio, regia di Isotta Toso (2010)
- Pipì Room, regia di Jerry Calà (2011)
- Tommaso, regia di Kim Rossi Stuart (2016)
- Rosso Istanbul (Istanbul Kirmizisi), regia di Ferzan Özpetek (2017)
- La prima pietra, regia di Rolando Ravello (2018)
- La dea fortuna, regia di Ferzan Özpetek (2019)
- Divine - La fidanzata dell'altro (Der göttliche Andere), regia di Jan Schomburg (2020)
- La sposa del vento, regia di Giovanni Coda (2022)
- Amiche mai, regia di Maurizio Nichetti (2024)

#### Televisione
- Aşk meydan savaşı – serie TV, (2002)
- Carabinieri - Sotto copertura – film TV, (2005)
- Dolunay – serie TV, (2005)
- Ricomincio da me – serie TV, 4 episodi (2005)
- E poi c'è Filippo – serie TV, 6 episodi (2006)
- Parmaklıklar Ardında – serie TV, (2007)
- Le mille e una notte - Aladino e Sherazade – miniserie TV, 2 puntate (2012)
- Alessandro il conquistatore – film TV, (2013)
- Le fate ignoranti, regia di Ferzan Özpetek – serie TV, (2022)
- Sono Lillo, regia di Eros Puglielli – serie TV, episodio 1x08 (2023)

#### Cortometraggi
- Instanbul Trilogy: Meze, regia di Ferzan Ozpetek (2023)
- Instanbul Trilogy: Music (2023), regia di Ferzan Ozpetek (2023)

### Regista
- Cebimdeki Yabanci (2018)

### Doppiaggio
- Elemental, regia di Peter Sohn (2023)
- Instanbul Trilogy: Music, regia di Ferzan Ozpetek (2023)

## Teatro

### Attrice
- Yakındoğu'da Emanet, regia di Özen Yula (2004)
- L'ultimo harem, regia di Angelo Savelli (2005)
- Fü, regia di Sami Berat Marçalı (2014)
- La bastarda di Istanbul, regia di Angelo Savelli (2015)
- E le nuvole sosterranno il mio peso, regia di Carlos Branca e Rosanna Pavarini (2022)
- Don Chisciotte, regia di Alessio Boni, Roberto Aldorasi e Marcello Prayer (2018, 2022-2023)
- Magnifica presenza, regia di Ferzan Özpetek (2024)

### Regista
- La paura mangia l'anima (liberamente tratto da Rainer Werner Fassbinder) (1998)

## Programmi TV
- Celebrity MasterChef Italia (2017)

## Riconoscimenti
- David di Donatello
  - 2003 – Candidatura alla migliore attrice non protagonista per La finestra di fronte
- Ciak d'oro
  - 2003 – Migliore attrice non protagonista per La finestra di fronte[27]
- Festival internazionale del cinema di Adalia
  - 1999 – Migliore attrice non protagonista per Harem Suare
- International Istanbul Film Festival
  - 2002 – Migliore attrice per 9